# (24641) Enver
(24641) Enver est un astéroïde de la ceinture principale.

## Description
(24641) Enver est un astéroïde de la ceinture principale. Il fut découvert le 1er septembre 1983 à Naoutchnyï par Lioudmila Karatchkina. Il présente une orbite caractérisée par un demi-grand axe de 2,44 UA, une excentricité de 0,17 et une inclinaison de 13,1° par rapport à l'écliptique.

## Compléments